# Giuse Hoàng Văn Tiệm
Giuse Hoàng Văn Tiệm (1936–2013) là một Giám mục của Giáo hội Công giáo tại Việt Nam. Ông nguyên là Giám mục chính tòa của Giáo phận Bùi Chu. Khẩu hiệu Giám mục của ông là "Người bảo sao thì cứ làm vậy".
Giám mục Hoàng Văn Tiệm quê ở Nam Định, từ nhỏ đã chọn và đi theo con đường tu tập và gia nhập dòng Dòng Salêdiêng Don Bosco (S.D.B). Đầu thập niên 60 của thế kỷ XX, ông vào nhà tập và đến năm 1969 được cử đi du học tại Bê-lem, năm 1973, ông được thụ phong linh mục tại Israel. Về nước, ông đảm nhận nhiều chức vụ như: Giáo sư Thần học luân lý tại Học viện Don Bosco Đà Lạt, linh mục Chánh xứ giáo xứ Thanh Bình (Đà Lạt), Giáo sư Thần học luân lý tại Đại chủng viện Hà Nội.
Ngày 4 tháng 7 năm 2001, giáo hoàng Gioan Phaolô II bổ nhiệm linh mục Giuse Hoàng Văn Tiệm làm Giám mục chính tòa Giáo phận Bùi Chu. Đến ngày 8 tháng 8 năm 2001, lễ tấn phong giám mục cho Giám mục Tân cử Hoàng Văn Tiệm được tổ chức tại nhà thờ chính tòa Giáo phận Bùi Chu, chủ phong là Hồng y Phaolô Giuse Phạm Đình Tụng – Tổng giám mục Hà Nội. Trong Hội đồng Giám mục Việt Nam, ông được bầu làm Chủ tịch Ủy ban Tu sĩ.
Ngày 17 tháng 8 năm 2013, ông đột ngột qua đời sau một cơn nhồi máu cơ tim, hưởng thọ 75 tuổi. Lễ an táng của ông được tổ chức ngày 21 tháng 8 cùng năm, thi hài ông được an táng tại Nhà thờ chính tòa Giáo phận Bùi Chu. Giám mục kế vị ông là Giám mục Phó Tôma Aquinô Vũ Đình Hiệu.

## Tu tập và thời gian là linh mục
Ông sinh ngày 12 tháng 9 năm 1936 tại giáo xứ Nam Phương, xã Hải Sơn, huyện Hải Hậu, tỉnh Nam Định, thuộc Giáo phận Bùi Chu, thân phụ là Giuse Hoàng Văn Phấn và thân mẫu là Maria Nguyễn Thị Yểng. Năm sinh trên giấy tờ của ông là 1938. Tại quê nhà, ông được cha già Đa Minh Vũ Ngọc Thụ hướng dẫn đi theo ơn gọi.
Ông vào trường thử Trung Linh, trường thử Ninh Cường rồi đỗ vào tiểu chủng viện Trung Linh. Trong sự kiện di cư 1954, tiểu chủng viện Trung Linh chuyển vào Sài Gòn. Vì một số lý do nên năm 1959, thầy Giuse Tiệm chuyển sang Dòng Salêdiêng Don Bosco (SDB).
Trong khoảng thời gian ngắn, hai năm, từ năm 1960, ông vào nhà tập và trong ông đi du học bốn năm từ năm 1969, học thần học tại Học viện Salésien ở Cremisan Italia, Bethlehem Israel.
Ngày 19 tháng 4 năm 1973, ông được thụ phong Linh mục tại Israel. Sau khi về nước, từ năm 1973 đến năm 1975 Giáo sư Thần học luân lý tại Học viện Don Bosco Đà Lạt, trong khoảng 20 năm từ năm 1975, ông là linh mục Chánh xứ giáo xứ Thanh Bình tại Đà Lạt. Đến năm 1995, ông trở lại làm Giáo sư Thần học luân lý tại Đại chủng viện Hà Nội.

## Giám mục

### Bổ nhiệm
Ngày 4 tháng 7 năm 2001, giáo hoàng Gioan Phaolô II bổ nhiệm linh mục Giuse Hoàng Văn Tiệm làm Giám mục chính tòa Giáo phận Bùi Chu, kế vị Giám mục Giuse Maria Vũ Duy Nhất đã qua đời hai năm, khiến giáo phận này trống tòa. Ngoài ra, đồng thời, giáo hoàng bổ nhiệm linh mục Phaolô Nguyễn Thanh Hoan làm giám mục phó Giáo phận Phan Thiết và linh mục Giuse Vũ Duy Thống làm giám mục phụ tá Tổng giáo phận Thành phố Hồ Chí Minh. Ông là vị giám mục dòng duy nhất trong Hội đồng Giám mục Việt Nam vào thời điểm được bổ nhiệm.

### Tấn phong
Đến ngày 8 tháng 8 năm 2001, lễ tấn phong giám mục cho Giám mục Tân cử Hoàng Văn Tiệm được tổ chức tại nhà thờ chính tòa Giáo phận Bùi Chu. Từ sáng sớm, khuôn viên toà giám mục Bùi Chu và các vùng lân cận cách khoảng 3 km, nơi nào cũng chật cứng xe và người đang tiến vào phía lễ đài. Lễ bắt đầu lúc 8 giờ 30 sáng, do Hồng y – Tổng giám mục chính tòa Tổng giáo phận Hà Nội, Tổng giám mục Trưởng Giáo tỉnh Hà Nội Phaolô Giuse Phạm Đình Tụng chủ tế, cùng đồng tế với Hồng y Tụng là 18 giám mục khác và khoàng 300 linh mục, cùng đồng tế còn có 2 giám mục dòng Salesiene Don Bosco (SDB) ở Đài Loan và Thái Lan. Số giáo dân dự lễ khoảng 40.000 người, khuôn viên và trong nhà thờ chật cứng khiến nhiều người leo lên cây cao và các mái nhà cao tầng để dự lễ. Chủ phong giám mục cho Giám mục Tân cử Hoàng Văn Tiệm chính là Hồng y Phạm Đình Tụng, hai giám mục phụ phong là Giám mục chính tòa Giáo phận Thái Bình Phanxicô Xaviê Nguyễn Văn Sang và Giám mục chính tòa Giáo phận Phát Diệm Giuse Nguyễn Văn Yến. Các giám mục cùng được bổ nhiẹm với ông là giám mục Phaolô Nguyễn Thanh Hoan và Giuse Vũ Duy Thống lần lượt được tấn phong vào ngày 11 và 17 tháng 8 năm 2001.

### Mục vụ
Ông được bầu làm Chủ tịch ủy Ban Tu Sĩ thuộc Hội đồng Giám mục Việt Nam.
Tháng 3 năm 2009, giáo phận Bùi Chu tổ chức Đại hội tu sĩ toàn quốc lần III, khi được phỏng vấn về tình hình tu sĩ và đường hướng tương lai tu sĩ Việt Nam, ông trả lời:
Tu sĩ Việt Nam là một lực lượng đông đảo. Con số thống kê không đầy đủ hiện nay khoảng hơn 10 nghìn nữ tu và khoảng 2,5 nghìn nam tu thuộc hơn 130 dòng tu, tu hội và tu đoàn. Cùng với việc huấn luyện về tu đức, tâm linh, thần học, mục vụ, các tu sĩ của các dòng tu, tu hội và tu đoàn còn được huấn luyện về các lãnh vực chuyên môn khác nhau. Do đó, các tu sĩ có vai trò quan trọng trong việc xây dựng và phát triển Giáo hội Việt Nam, đặc biệt trong lĩnh vực giáo dục đức tin, truyền giáo, y tế, văn hoá và làm các công việc bác ái, xã hội.
– Tôi mong ước các tu sĩ của các dòng tu có sự gặp gỡ, giao tiếp và chia sẻ với nhau thường xuyên hơn, cũng như liên kết với nhau chặt chẽ hơn, cụ thể hơn trong việc thi hành sứ mạng tông đồ của mình. Hiện nay các tu sĩ của các đơn vị có nhiều cố gắng, nhiều sáng kiến phục vụ, nhưng còn thiếu sự liên kết và phối hợp với nhau về đường hướng, phương pháp và về tổ chức trong các công việc tông đồ mục vụ. Về phương diện này, trong bối cảnh hội nhập và mở cửa của thời đại toàn cầu hoá và nhất thể hoá thế giới hiện nay, có ba điều mong ước: một là mỗi đơn vị bảo toàn và phát triển được căn tính và sống được linh đạo của mình; hai là các đơn vị biết liên kết với nhau ở cấp giáo phận và cấp quốc gia; ba là từng đơn vị và toàn thể các đơn vị gắn kết với từng giáo phận và với toàn thể Giáo hội Việt Nam.
Ngày 18 tháng 1 năm 2006, ông là người chủ phong Giám mục cho Tân giám mục phụ tá Giáo phận Phêrô Nguyễn Văn Đệ, dòng Don Bosco, người sau này trở thành Giám mục chính tòa Giáo phận Thái Bình.
Ngày 10 tháng 4 năm 2013, Giám mục Giuse Hoàng Văn Tiệm đã đến thăm và huấn đức chủng sinh tại Đại chủng viện Thánh Giuse Hà Nội với chủ đề Yêu mến và cầu nguyện cho Đức tân Giáo hoàng cũng là yêu mến Giáo hội. Hôm sau, ông dâng thánh lễ tại nhà nguyện để cầu cho Đại chủng viện và linh hồn Antôn Trịnh Văn Cả, một ân nhân của Đại chủng viện mới qua đời. Cùng đồng tế có Giám mục phụ tá Tổng giáo phận Hà Nội – Giám đốc Đại chủng viện Lôrensô Chu Văn Minh, linh mục quản lý Giuse, tham dự có các thầy tu đang học Thần học.
Trong suốt 12 năm cai quản giáo phận Bùi Chu, Giám mục Giuse Tiệm quan tâm đến các tu sĩ và định một bệ phóng vững chắc cho giáo phận. Ông định liệu phân bố các tu sĩ được đào tạo âm thầm trong Sài Gòn từ thời Giám mục Giuse Maria Vũ Duy Nhất tiền nhiệm có thể đáp ứng nhu cầu mục vụ, ông còn gửi một tu sĩ du học tại Philipines, Nhật Bản, Pháp và Roma. Ông còn xây cất Đại Chủng viện để đào tạo linh mục cho giáo phận. Nhờ vậy, số lượng linh mục giáo phận tăng nhanh.

### Qua đời và tang lễ
Giám mục Hoàng Văn Tiệm qua đời vào lúc 4 giờ sáng ngày 17 tháng 8 năm 2013 tại Toa giám mục Bùi Chu sau một cơn nhồi máu cơ tim, hưởng thọ 75 tuổi. Tin ông qua đời được công bố trên rất nhiều trang web Công giáo Việt Nam, của các giáo phận như: Giáo phận Mỹ Tho, Giáo phận Phan Thiết, Tổng giáo phận Huế...Tối cùng ngày, Giám mục chính tòa Giáo phận Vĩnh Long Tôma Nguyễn Văn Tân cũng qua đời vì nhồi máu cơ tim, cùng một ngày, hai giám mục Việt Nam đương chức qua đời. Nhiều giáo dân cho biết: trước đó vài ngày, lễ kính Thánh Đaminh bổn mạng của giáo phận Bùi Chu, Giám mục Tiệm còn rất khỏe mạnh, ông là chủ tế lễ đại triều và truyền chức linh mục cho sáu phó tế của giáo phận và vui cười chào hỏi mọi người.
Lễ đưa chân được tổ chức vào ngày 18 tháng 8, do Giám mục kế vị Tôma Aquinô Vũ Đình Hiệu chủ tế. Ngày 19, Đoàn Ủy ban Đoàn kết Công giáo Việt Nam do linh mục Antôn Maria Dương Phú Oanh, Ủy viên Ban Thường trực, Phó Chủ tịch Ủy ban Đoàn kết Công giáo Việt Nam dẫn đầu đã đến viếng và dâng lễ cầu nguyện cho Giám mục Giuse Hoàng Văn Tiệm. Cùng đi với đoàn Ủy ban Đoàn kết Công giáo Việt Nam có đoàn Ủy ban Đoàn kết Công giáo các tỉnh,thành phố: Hà Nội, Nam Định, Ninh Bình và Hà Nam, ban Đoàn kết Công giáo các huyện Hải Hậu, Xuân Trường của tỉnh Nam Định. Trước khi vào viếng, đoàn được giám mục Tôma Aquinô Vũ Đình Hiệu tiếp đón tại phòng khách và bắt tay từng thành viên trong đoàn và cho người hướng dẫn đoàn vào viếng. Linh mục Lê Văn Luật chủ sự xướng kinh cầu nguyện và linh mục Dương Phú Oanh thay lời các thành viên trong đoàn nói lời chia buồn với giáo phận Bùi Chu. Đoàn dâng lễ ở nhà thờ chính tòa Bùi Chu lúc để cầu nguyện do linh mục Oanh đã chủ tế, đồng tế có linh mục Lê Văn Luật và linh mục quản đền thánh Hưng Nghĩa. Hơn 2000 giáo dân đã tham dự buổi lễ.
Lễ an táng Giám mục Tiệm cử sáng ngày 21 tháng 8 do Tổng giám mục Phêrô Nguyễn Văn Nhơn – Chủ tịch Hội đồng Giám mục Việt Nam chủ tế, cùng đồng tế có Tổng giám mục Đại diện Giáo hoàng Leopoldo Girelli – đại diện không thường trú tại Việt Nam, Giám mục Kế vị Tôma Aquinô Vũ Đình Hiệu và 20 giám mục khác, khoảng 300 linh mục và rất nhều tu sĩ nam nữ. Tham dự lễ an táng có rất đông giáo dân, chật kín khu vực Nhà thờ chính tòa, Tòa giám mục và các khu vực lân cận. Ban tang lễ cũng bố trí nhiều màn hình bên trời để truyền hình trực tiếp.
Vào ngày 27 tháng 11 năm 2013, tại Đền Thánh Giêrađô – Nhà thờ Thái Hà, lễ giỗ 100 ngày Giám mục Hoàng Văn Tiệm qua đời, linh mục linh hướng của Cộng Đoàn Sinh Viên Công giáo Bùi Chu tại Hà Nội Gioan Lưu Ngọc Quỳnh đã dâng lễ cầu nguyện cho cố giám mục. Tham dự lễ còn có hơn 200 sinh viên Công giáo Bùi Chu đang làm việc, học tập và sinh hoạt tại Hà Nội.

## Tông truyền
Giám mục Giuse Hoàng Văn Tiệm được tấn phong giám mục năm 2001, thời Giáo hoàng Gioan Phaolô II, bởi:
- Giám mục chủ phong: Phaolô Giuse Phạm Đình Tụng, Hồng y, tổng giám mục Tổng giáo phận Hà Nội.
- Hai giám mục phụ phong: Giám mục Phanxicô Xaviê Nguyễn Văn Sang, giám mục chính tòa Giáo phận Thái Bình và Giám mục Giuse Nguyễn Văn Yến, giám mục chính tòa Giáo phận Phát Diệm.

Giám mục Giuse Hoàng Văn Tiệm là Giám mục chủ phong cho giám mục:
- Năm 2006, Phêrô Nguyễn Văn Đệ, hiện là nguyên giám mục chính tòa Giáo phận Thái Bình.

Giám mục Giuse Hoàng Văn Tiệm là Giám mục phụ phong cho giám mục:
- Năm 2004, Đa Minh Nguyễn Chu Trinh, hiện đang là nguyên giám mục chính tòa Giáo phận Xuân Lộc.